# Alcatraz (serie de televisión)
Alcatraz es una serie de televisión estadounidense protagonizada por Sam Neill, Sarah Jones y Jorge García emitida por la cadena Fox en Estados Unidos. El episodio piloto fue producido por Bad Robot Productions de J.J. Abrams y escrito por Steven Lilien, Bryan Wynbrandt y Elizabeth Sarnoff. La serie fue oficialmente elegida por Fox el 10 de mayo de 2011. El 1 de diciembre de 2011, la cadena anunció que la serie se emitiría como reemplazo de media temporada a partir 16 de enero de 2012 con un episodio doble.
La primera temporada de la serie finalizó el 26 de marzo de 2012 en los Estados Unidos, con un episodio doble.
La serie no fue bien recibida por la crítica y el público, terminando con una baja audiencia. El 9 de mayo de 2012, Fox anunció su decisión de no renovar la serie para una segunda temporada.

## Argumento
“El 21 de marzo de 1963, Alcatraz se cerró oficialmente. Todos los prisioneros fueron transferidos fuera de la isla. Sólo que eso no fue lo que pasó. Para nada.”
Narración de Emerson Hauser (Sam Neill), al inicio de la serie.

El 21 de marzo de 1963, más de cien prisioneros y más de cuarenta guardias desaparecieron de la Isla de Alcatraz sin dejar rastro. Para cubrir la desaparición, el gobierno inventó una historia con que la prisión se cerró, debido a condiciones inseguras, y los prisioneros fueron transferidos. Mientras un joven oficial de policía de San Francisco fue encargado en transferir a los prisioneros de la isla en 1963, el agente federal Emerson Hauser fue uno de los primeros en descubrir que los prisioneros estaban desaparecidos. Ahora tiene una unidad secreta en el gobierno dedicada a encontrar a los prisioneros. En el presente, "los del '63" (así llaman a los guardias y prisioneros desaparecidos) comienzan a regresar, sin haber envejecido. Para ayudar a seguirlos y capturarlos, Hauser recluta a la detective Rebecca Madsen y al Dr. Diego Soto, un experto en la historia de Alcatraz. Los del '63 regresan sin recuerdos de donde han estado con compulsiones de encontrar ciertos objetos.

## Personajes

### Principales
- Sarah Jones como Rebecca Madsen, detective del departamento de policía de San Francisco. Su abuelo fue un recluso en la época. Su tío abuelo, un guardia.
- Jorge García como Dr. Diego "Doc" Soto, doctor en justicia criminal e historia de la Guerra Civil, autor de libros acerca de Alcatraz.
- Sam Neill como Emerson Hauser, un agente del FBI y exoficial del departamento de policía de San Francisco, que estuvo presente la noche que los prisioneros de Alcatraz desaparecieron.
- Parminder Nagra como Lucy Banerjee, asistente y técnico del Agente Hauser.
- Jonny Coyne como Edwin James, alcaide de Alcatraz.

### Secundarios
- Robert Forster como Ray Archer, tío de la Detective Madsen y exoficial de Alcatraz.
- Santiago Cabrera como  Jimmy Dickens, oficial del departamento de policía de San Francisco, comprometido con la Detective Madsen.
- Jason Butler Harner como Elijah Bailey "E.B." Tiller, el despiadado alcaide adjunto.
- Leon Rippy como el Dr. Milton Beauregard.
- Jeananne Goossen como Nikki, forense.

### Reclusos de Alcatraz
- Jeffrey Pierce como Jack Sylvane (#2024).
- Joe Egender como Ernest Cobb (#2047).
- Michael Eklund como Kit Nelson (#2046).
- David Hoflin como Thomas "Tommy" Madsen (#2002).
- Eric Johnson como Cal Sweeney (#2112).
- James Pizzinato como Paxton Petty (#2223).
- Adam Rothenberg como Johnny McKee (#2055).
- Graham Shiels como Pinky Ames (#2177).
- Travis Aaron Wade como Herman Ames (#2178).
- Theo Rossi como Sonny Burnett (#2088).
- Mahershalalhashbaz Ali como Clarence Montgomery (#2214).
- Rami Malek como Webb Porter (#2012).
- Greg Ellis como Garrett Stillman (#2109).
- Brendan Fletcher como Joe Limerick (fantasma).

### Guardias
- Jim Parrack como Guy Hastings..
- Robbie Amell como Ray Archer (joven).
- Frank Whaley como Oficial Donovan.

## Episodios
| Temporada | Temporada | Episodios | Emisión original    | Emisión original    |
| Temporada | Temporada | Episodios | Inicio              | Final               |
| --------- | --------- | --------- | ------------------- | ------------------- |
|           | 1         | 13        | 16 de enero de 2012 | 26 de marzo de 2012 |

## Recepción de la crítica
En junio de 2011, Alcatraz fue uno de los ocho galardonados en la categoría de Más Emocionante Serie Nueva en la primera entrega de los Critics' Choice Television Awards, votados por los periodistas que habían visto a los pilotos. Cuenta con un marcador global de 63/100 en Metacritic, que denota "críticas favorables en general".

## Distribución internacional
| País          | Canal          | Fecha de estreno                         |
| ------------- | -------------- | ---------------------------------------- |
| Australia     | Nine Network   | 19 de enero de 2012                      |
| Canadá        | Citytv         | 16 de enero de 2012                      |
| Israel        | HOT            | marzo de 2012                            |
| Italia        | Premium Crime  | 30 de enero de 2012                      |
| Latinoamérica | Warner Channel | 23 de enero de 2012                      |
| Mundo árabe   | MBC Action     | 19 de enero de 2012                      |
| Noruega       | TVNorge        | 9 de febrero de 2012                     |
| Reino Unido   | Watch          | marzo de 2012                            |
| España        | TNT La Sexta   | 17 de enero de 2012 8 de febrero de 2012 |
| Turquía       | DiziMax        | 21 de enero de 2012                      |
| Venezuela     | Televen        | 5 de agosto de 2013                      |

## Audiencias
Datos de audiencia de su emisión en España a través de La Sexta.[cita requerida]
| Primera temporada |                       |                                 |       |              |       |
| #                 | Título                | Fecha de emisión                | Hora  | Espectadores | Share |
| 1                 | «Piloto»              | Miércoles 8 de febrero de 2012  | 22:32 | 2.037.000    | 10,0% |
| 2                 | «Ernest Cobb»         | Miércoles 8 de febrero de 2012  | 23:15 | 1.869.000    | 10,6% |
| 3                 | «Kit Nelson»          | Miércoles 15 de febrero de 2012 | 22:31 | 1.730.000    | 8,4%  |
| 4                 | «Cal Sweeney»         | Miércoles 15 de febrero de 2012 | 23:14 | 1.479.000    | 8,6%  |
| 5                 | «Guy Hastings»        | Miércoles 22 de febrero de 2012 | 22:28 | 1.458.000    | 7,2%  |
| 6                 | «Paxton Petty»        | Miércoles 7 de marzo de 2012    | 22:35 | 1.164.000    | 5,8%  |
| 7                 | «Johnny McKee»        | Miércoles 14 de marzo de 2012   | 22:33 | 1.113.000    | 5,5%  |
| 8                 | «Los hermanos Ames»   | Miércoles 28 de marzo de 2012   | 22:30 | 954.000      | 4,7%  |
| 9                 | «Sonny Burnett»       | Miércoles 28 de marzo de 2012   | 23:17 | 900.000      | 5,3%  |
| 10                | «Clarence Montgomery» | Miércoles 18 de abril de 2012   | 22:35 | 1.098.000    | 5,3%  |
| 11                | «Webb Porter»         | Miércoles 18 de abril de 2012   | 23:20 | 828.000      | 4,8%  |
| 12                | «Garrett Stillman»    | Miércoles 25 de abril de 2012   | 22:35 | 599.000      | 2,7%  |
| 13                | «Tommy Madsen»        | Miércoles 25 de abril de 2012   | 23:20 | 558.000      | 3,1%  |